# Vuelo 653 de Malaysia Airlines
El vuelo 653 de Malaysia Airlines (MH653), un Boeing 737-2H6 con la matrícula 9M-MBD, fue un vuelo que se estrelló en Tanjung Kupang (Malasia) en la noche del 4 de diciembre de 1977. Fue el primer accidente mortal de la historia de Malaysia Airlines con 100 muertes (93 pasajeros y 7 tripulantes).

## Secuencia de eventos
El vuelo MH653 despegó de la pista 22 del Aeropuerto Internacional de Penang a las 19:21 con destino al Aeropuerto Subang de Kuala Lumpur (actualmente Aeropuerto Sultán Abdul Aziz Shah). Entre los pasajeros estaban el ministro de Agricultura de Malasia, Ali Haji Ahmad; el Jefe del Departamento de Obras Públicas, Mahfuz Khalid; y el embajador de Cuba en Japón, Mario García. El piloto de la aeronave era el capitán G.K. Ganjoor.
Aproximadamente a las 19:54, a una altitud de 1.200 metros sobre Batu Arang y descendiendo hacia la pista 33 del Aeropuerto de Subang, el capitán reportó a la torre de control un "secuestrador desconocido" a bordo. La torre se comunicó con las autoridades, quienes iniciaron preparaciones de emergencia en el aeropuerto.
Varios minutos después, sin embargo, el capitán Ganjoor envió un mensaje diciendo "ahora nos dirigimos a Singapur". Sin embargo, el vuelo nunca arribó a esta nación. A las 20:15, se perdió la comunicación con la aeronave. A las 20:36, los residentes de Tanjung Kupang reportaron haber oído explosiones y ver piezas del fuselaje en llamas en un pantano. Estas fueron identificadas como los restos del vuelo MH653. No hubo supervivientes y ninguno de los cuerpos recuperados pudo ser reconocido.

### Muertes por nacionalidad
| Nacionalidad        | Muertes |
| ------------------- | ------- |
| Alemania Occidental | 4       |
| Afganistán          | 1       |
| Australia           | 3       |
| Canadá              | 1       |
| Cuba                | 2       |
| Estados Unidos      | 1       |
| Grecia              | 1       |
| India               | 3       |
| Indonesia           | 3       |
| Japón               | 1       |
| Malasia             | 73      |
| Reino Unido         | 5       |
| Singapur            | 1       |
| Tailandia           | 1       |
| Total               | 100     |

## Repercusiones
Inicialmente se especuló que el Ejército Rojo Japonés estuviera detrás del secuestro, pero no se encontró evidencia para corroborar esa hipótesis. Todos los restos recuperados fueron radiografiados para tratar de encontrar pistas. Sin embargo, no se encontró ningún arma o resto de explosivo. Las víctimas fueron enterradas en una fosa común.

### Monumento
Un monumento conmemorativo fue construido en Jalan Kebun Teh en honor a las víctimas. El monumento fue construido por el gobierno estatal de Johor el 8 de diciembre de 1977, cuatro días después del accidente.